# خریدار

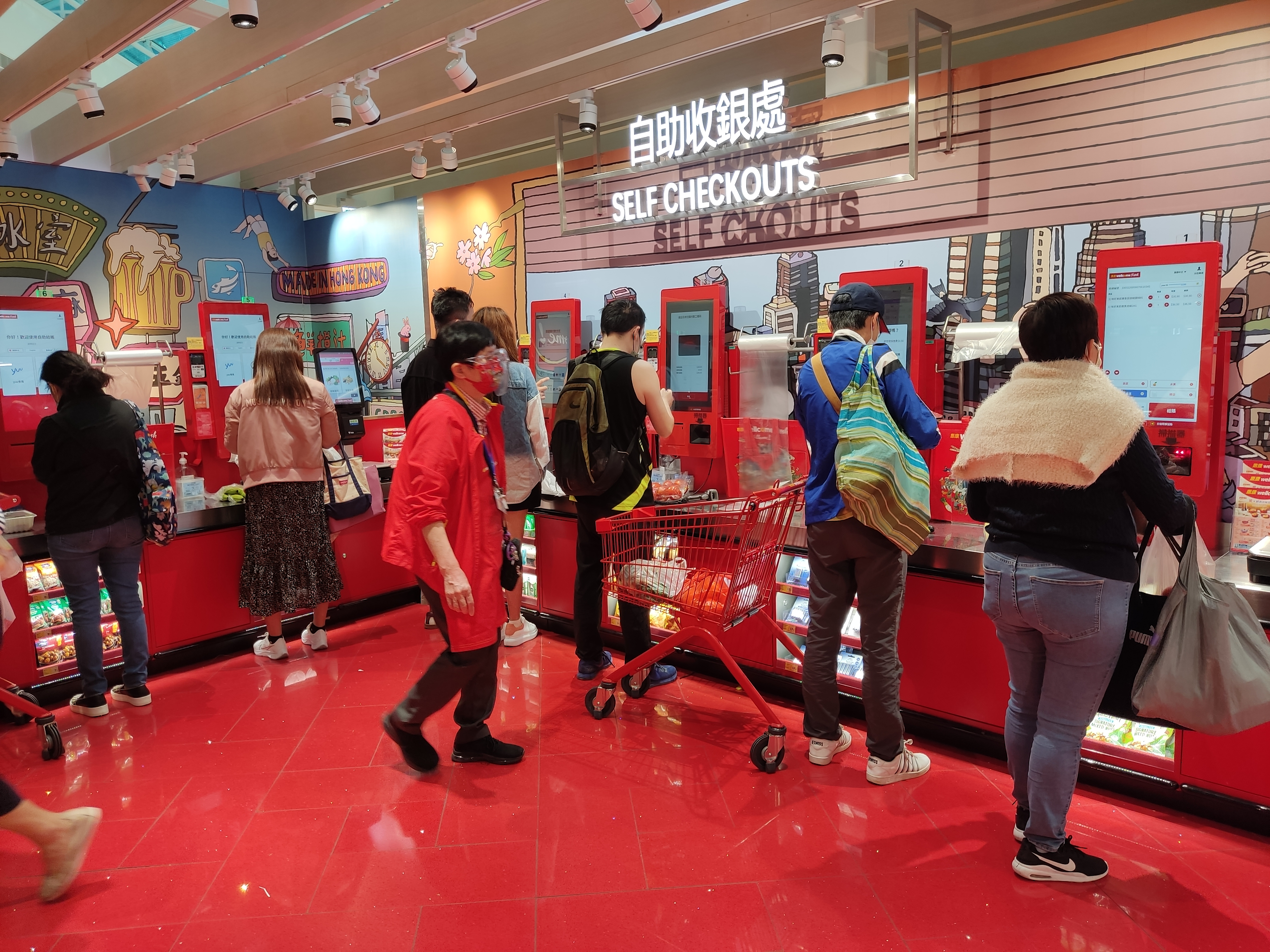
خریدار در یک فروشگاه

خریدار یا مشتری (به انگلیسی: Customer) به کسی می‌گویند که تمایل به معاوضه دارایی خود با دارایی دیگری دارد. این دارایی می‌تواند کالای مشخص، یا یک موضوع معنوی باشد.
تعریفی دیگر: مشتری شخص یا شرکتی است که کالاها و خدمات را خریداری می‌کند.
مفهوم مشتری در دنیای امروز در تقابل با مفهوم فروشنده معنا می‌یابد. در جهان امروزی خدمات به مشتری، مشتریان اغلب به دو دسته تقسیم‌بندی می‌شوند: 
- مشتریان خارجی: کسانی هستند که افراد معمولاً آن‌ها را مشتری تصور می‌کنند. آن‌ها می‌توانند بازدیدکنندگان مغازه‌ها و فروشگاه‌ها، دوستانی که در هتل اقامت دارند یا کسانی که یک وعده شام در رستوران سرو می‌کنند باشند. به دلیل اینکه آن‌ها خارج از مکانی هستند که شما در آن مشغول کار و فعالیت هستید به آن‌ها مشتریان خارجی گفته می‌شود. آن‌ها به عنوان درآمدی هستند که شرکت‌ها را در مسیر دادوستد شناور نگه می‌دارند. افرادی که در صنعت کار می‌کنند بیشتر زمان خود را صرف تلاش برای اطمینان حاصل کردن این نوع مشتری‌ها می‌کنند تا تجربه لذت بخشی داشته باشند. مهمترین و آخرین هدف در دادوستد داشتن اطمینان از این است که مشتریان خارجی بسیار خشنود بوده و دوباره به پیش فروشنده بازگشته و نزد دیگران از محصولات آن فروشنده تبلیغ و تعریف کنند.[۱]
- مشتریان داخلی: مشتریان تنها شامل کسانی نیستند که وارد فروشگاه‌ها یا شرکت‌ها شده یا سفارش تلفنی و اینترنتی می‌دهند. بلکه مشتریان کسانی هستند که همه روز کار و تلاش انجام می‌دهند تا عملکرد یک سازمان با موفقیت انجام شود و آن‌ها کسانی نیستند جز کارکنان خود شرکت.[۲]